# Рожки (Слободской район)
Рожки — деревня в Слободском районе Кировской области в составе Шиховского сельского поселения.

## География
Находится на расстоянии примерно 12 км на восток-юго-восток от Нового моста через Вятку в городе Киров. 

## История
Известна с 1678 года как пустошь Денисовская Короваева с 1 двором (позже Подлесковская Короваева), в 1764 году здесь (пустошь Подлеская) уже проживало 38 человек. В 1873 году в деревне Пустошь Подлевская (Боры и Рожки) было учтено дворов 11 и жителей 79, в 1905 7 и 39, в 1926 (уже Рожни) 7 и 45, в 1950 6 и 34. В 1989 оставалось 3 жителя. Настоящее название утвердилось с 1978 года. 

## Население
Постоянное население  составляло 1 человек (русские 100%) в 2002 году, 3 в 2010.